# Bahnhof Gossensaß

Der Bahnhof Gossensaß (auch Gossensass; italienisch Stazione di Colle Isarco) befindet sich an der Brennerbahn in Südtirol.

## Lage
Der Bahnhof Gossensaß ist der erste Haltepunkt im Wipptal südlich des Brennerpasses, zu dem die Bahnstrecke von hier aus über den Pflerschtunnel ansteigt. Er liegt auf 1066 m Höhe nahe dem Zentrum von Gossensaß, dem Hauptort der Gemeinde Brenner, und der durch das Dorf führenden SS 12.

## Geschichte
Der Bahnhof Gossensaß wurde 1867 zusammen mit dem gesamten Abschnitt der Brennerbahn zwischen Innsbruck und Bozen in Betrieb genommen. Durch ihn erlebte Gossensaß bis zum Ersten Weltkrieg seine Blütezeit als bekannter Touristenort, in dem etwa auch Henrik Ibsen zu Gast war.
1999 erhielt der Bahnhof einen Mittelbahnsteig mit Unterführung. Auf die Jahre 2010–2013 datieren umfangreiche Sanierungs- und Adaptierungsarbeiten. Dabei wurden unter anderem ein Warteraum am Bahnsteig errichtet, die Fassaden gereinigt und das Dach des Aufnahmsgebäudes repariert.

## Baulichkeiten
Das von Wilhelm von Flattich entworfene Aufnahmsgebäude war zunächst noch relativ kompakt gehalten, wurde wegen der vielen Touristen jedoch noch im 19. Jahrhundert durch einen südlichen Anbau erweitert. Das ursprüngliche Gebäude weist eine Verkleidung aus Grauwacke auf, während dekorative Details wie die Fensterfassungen in weißem Kalkstein gehalten sind. Straßenseitig ist es durch einen in sorgfältigen Details gearbeiteten Dachgiebel aus Holz gestaltet. Der Anbau ist in Brixner Granit gemauert und sticht durch eine hölzerne Veranda hervor. Das Gebäude steht seit dem Jahr 2000 unter Denkmalschutz.

## Funktion
Der Bahnhof Gossensaß wird durch Regionalzüge der Trenitalia sowie der SAD bedient.